# Championnats de France d'athlétisme en salle 1990
Navigation
Édition précédente Édition suivante
Les Championnats de France d'athlétisme en salle 1990 ont eu lieu les 17 et 18 février 1990 à Bordeaux. Le 3 000 m masculin se déroule le 27 janvier 1990 à Liévin.

## Palmarès
| Discipline       | Hommes               | Hommes         | Femmes                     | Femmes         |
| ---------------- | -------------------- | -------------- | -------------------------- | -------------- |
| 60 m             | Bruno Marie-Rose     | 6 s 69         | Patricia Girard            | 7 s 17         |
| 200 m            | Gilles Quénéhervé    | 21 s 32        | Marie-Christine Cazier     | 23 s 35        |
| 400 m            | Olivier Noirot       | 46 s 70        | Ketty Regent-Talbot        | 54 s 22        |
| 800 m            | Yves Gardes          | 1 min 55 s 58  | Christine Jaunin           | 2 min 9 s 14   |
| 1 500 m          | Éric Dubus           | 3 min 44 s 77  | Frédérique Lefebvre        | 4 min 28 s 29  |
| 3 000 m          | Hervé Phélippeau     | 7 min 57 s 41  | -                          | -              |
| 60 m haies       | Philippe Tourret     | 7 s 58         | Anne Piquereau             | 7 s 88         |
| Saut en hauteur  | Jean-Charles Gicquel | 2,26 m         | Maryse Éwanjé-Épée         | 1,84 m         |
| Saut à la perche | Jean Galfione        | 5,40 m         | -                          | -              |
| Saut en longueur | Serge Hélan          | 7,90 m         | Françoise Cochard          | 6,14 m         |
| Triple saut      | Serge Hélan          | 16,81 m        | -                          | -              |
| Lancer du poids  | Luc Viudès           | 19,24 m        | Annick Lefèbvre            | 16,53 m        |
| 3 000 m marche   | -                    | -              | Anne-Catherine Berthonnaud | 13 min 54 s 78 |
| 5 000 m marche   | Martial Fesselier    | 19 min 38 s 40 | -                          | -              |